# 史賓沙伯爵

史賓賽伯爵徽章

史賓賽伯爵（英語：Earl Spencer）是一個大不列顛貴族爵位，在1765年冊封。史賓賽伯爵是史賓賽家族的兩個支系其中一個，另一支是馬爾博羅公爵。第一代伯爵是約翰·史賓賽。

## 歷代伯爵
- 第一代史賓賽伯爵約翰·史賓賽（1734－1783）
- 第二代史賓賽伯爵喬治·史賓賽（1758－1834）
- 第三代史賓賽伯爵約翰·史賓賽（1782－1845）
- 第四代史賓賽伯爵腓特烈·史賓賽（1798－1857）
- 第五代史賓賽伯爵約翰·史賓賽（1835－1910）
- 第六代史賓賽伯爵查爾斯·史賓賽（1857－1922）
- 第七代史賓賽伯爵阿爾伯特·史賓賽（1892－1975）
- 第八代史賓賽伯爵約翰·史賓賽（1924－1992）
- 第九代史賓賽伯爵查爾斯·史賓賽（1964－）